# La Profesa-i összeesküvés

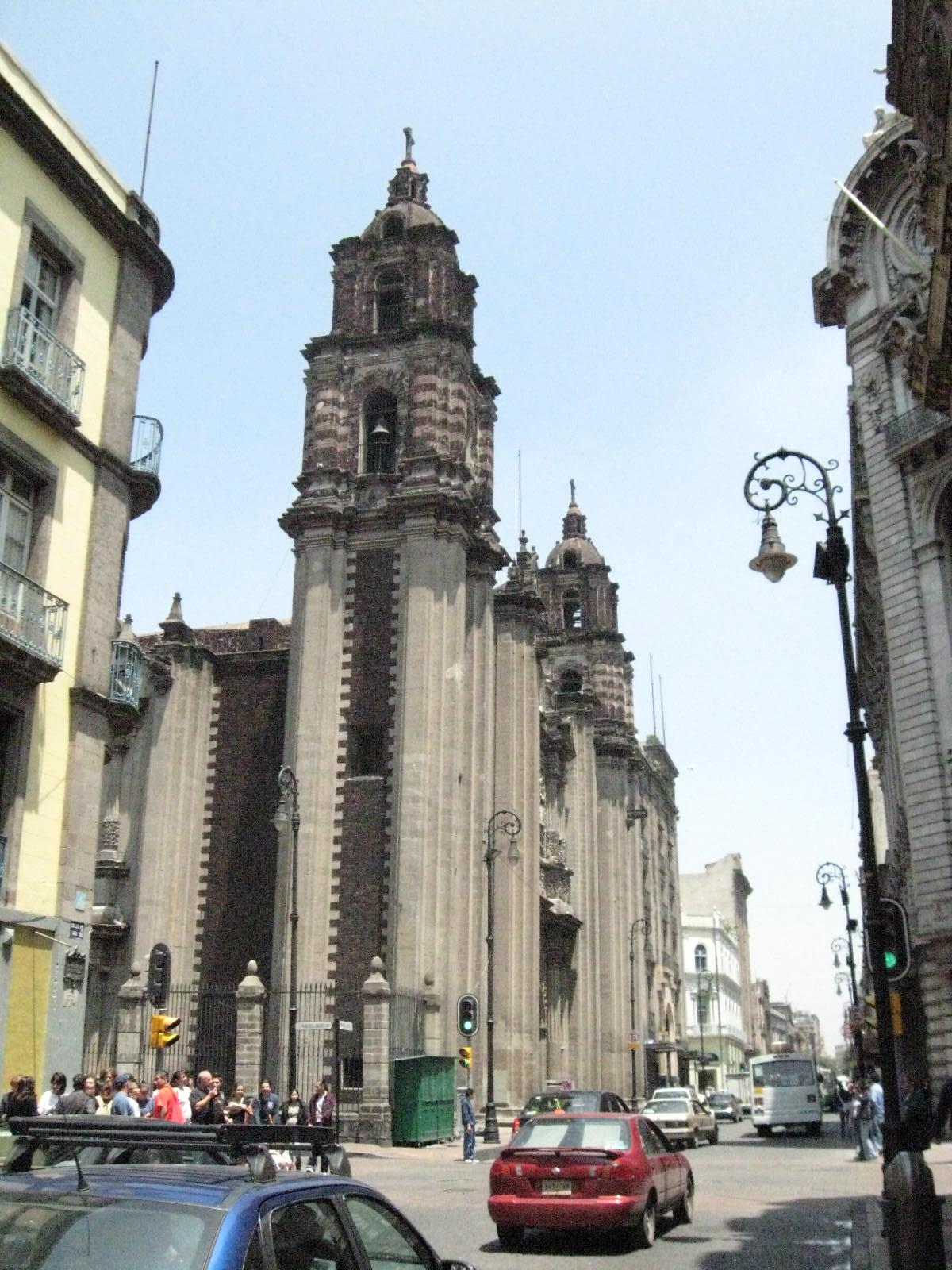
A mexikóvárosi Néri Szent Fülöp-templom, ismertebb nevén a La Profesa, az összeesküvés gyűléseinek fő helyszíne

Az 1820-as La Profesa-i összeesküvés az új-spanyolországi arisztokrácia és a papság bizonyos képviselőinek titkos gyűléssorozata volt a mexikóvárosi Néri Szent Fülöp-templomban, ismertebb nevén a La Profesa templomban, melynek célja az volt, hogy megakadályozzák a Spanyolországban elfogadott cádizi alkotmány életbe lépését Új-Spanyolországban, akár VII. Ferdinánd spanyol király korábbi rendszerét támogatva, akár, ha a helyzet Spanyolországban nem változik, az anyaországtól való függetlenedés árán is.

## Előzmények
Az 1810-ben kitört mexikói függetlenségi háború első évei során a felkelők számos katonai sikert értek el, azonban a spanyolok lassanként jelentősen visszaszorították őket, vezetőik többségét elfogták és kivégezték. 1815-től 1820-ig Francisco Javier Mina rövid 1817-es hadjáratán kívül csak a Veracruzban és a Déli-Sierra Madre hegyei között megbúvó gerillaharcosok jelentettek fenyegetést a királypártiakra.
1820-ban azonban jelentős fordulat állt be a spanyol politikai életben. Rafael de Riego a Sevilla közelében található Las Cabezas de San Juanban kikiáltotta az 1812-es cádizi alkotmány visszaállítását, és bár ezt eleinte a király nem ismerte el, sőt, Riego felkelését hamar le is tudta verni, La Coruñából február 19-én kiindulva az egész országra átterjedő újabb lázadások következtek, melyek végül március 10-én arra kényszerítették VII. Ferdinánd királyt, hogy tegyen esküt az alkotmányra. Az események híre még ebben a hónapban eljutott Új-Spanyolországba is.
Juan Ruiz de Apodaca új-spanyolországi alkirály egyelőre várakozó álláspontra helyezkedett, így egy ideig a gyarmaton nem történt semmi. Néhány hónap elteltével, május 24-én azonban a veracruzi kereskedők tanácsa (Consulado de Comerciantes de Veracruz) a kormánypalotába vonulva arra kényszerítette José Dávila kormányzót, hogy ő is tegyen esküt az alkotmányra, majd hasonló események követték egymást több más városban is, végül május 31-én már a fővárosban is voltak, akik követték Dávila példáját. Június első napjaiban a város vezetése és egyéb kormányzati szervek is követték a példát, nagyszabású misék bemutatása mellett hivatalosan is kihirdették a törvény életbe lépését.

## Az összeesküvés

Festmény Agustín de Iturbidéről

A szabadelvű, antiabszolutista szemléletű cádizi alkotmány visszaállítása súlyosan sértette mind az egyházat (például az egyházi vagyon államosításával és az inkvizíció megszüntetésével), mind a magas pozícióban levő gyarmati arisztokráciát. Ezért Matías de Monteagudo kanonok vezetésével a mexikóvárosi Néri Szent Fülöp-templomban (közismert nevén a La Profesában) titkos gyűlések sorozata kezdődött, melyek résztvevőinek célja az volt, hogy megakadályozzák az alkotmány életbe lépését Új-Spanyolországban, akár VII. Ferdinánd korábbi rendszerét támogatva, akár, ha a helyzet Spanyolországban nem változik, az anyaországtól való függetlenedés árán is.
Hamarosan, valószínűleg egy María Ignacia Rodríguez de Velazco y Osorio Barba nevű nő (ismertebb nevén Güera Rodríguez („Szőke Rodríguez”), akivel Agustín de Iturbide ebben az időben bensőséges kapcsolatba került) javaslatára az összeesküvők úgy döntöttek, felveszik a kapcsolatot Iturbidével, és rábeszélik, hogy vegye át az eredményeket elérni képtelen és egészségi állapotára hivatkozva felmentését kérő Gabriel Armijo helyét a Déli Hadsereg (Ejército del Sur) élén, és folytassa a harcot a délen meghúzódó, részben a cádizi alkotmányt is támogató felkelőkkel. Ehhez az alkirály, aki egyetértett az összeesküvőkkel, pénzt és 2479 embert biztosított Iturbide számára.

## Következmények
Agustín de Iturbide elfogadta az ajánlatot és a hadsereg élére állt. Mivel Vicente Guerrero csapataival nem bírt, ezért 1821 elején hamarosan taktikát váltott: levelezni kezdett többek között Guerreróval is, és rábeszélte, találkozzanak. Az úgynevezett acatempani ölelés során a két korábbi ellenség megegyezett: egyesítik erőiket és együtt próbálják meg kivívni a függetlenséget. Hamarosan kiadták az Iguala-tervet, melyben kinyilvánították Mexikó függetlenségét és megalakult a Három Garancia Hadserege. A hadsereg szeptember 27-én ünnepélyesen bevonult a fővárosba, ezzel véget ért a 11 éve tartó függetlenségi háború.